# Preloka
Preloka este o localitate din comuna Črnomelj, Slovenia, cu o populație de 143 de locuitori.